# Apamea deflexa
Apamea deflexa là một loài bướm đêm trong họ Noctuidae.